# Beautiful Girls
Beautiful Girls ist ein US-amerikanischer Spielfilm von Ted Demme aus dem Jahr 1996.

## Handlung
Tommy Rowland und seine Freunde besuchten dieselbe Klasse einer Schule in der Kleinstadt Knights Ridge in Massachusetts. Willie Conway zog nach New York City, wo er als Musiker arbeitet. Er muss die Entscheidung treffen, ob er und seine Lebensgefährtin, die Anwältin Tracy, heiraten sollen oder nicht.
Anlässlich eines nach Jahren organisierten Klassentreffens sehen die Freunde einander wieder. Jeder von ihnen hat inzwischen sein eigenes Leben. Conway erfährt, dass seine Freunde von ähnlichen Zweifeln geplagt werden wie er, was Zukunft und Perspektiven betrifft. Er wartet auf die Ankunft seiner Freundin und verliebt sich unterdessen in das dreizehnjährige Nachbarmädchen seiner Familie, Marty. Marty offenbart ihm, dass sie selbst in ihn verliebt sei.
Paul Kirkwood bittet Andera, sich mit ihm zu verabreden, um eine Frau eifersüchtig zu machen. Er küsst sie beim Tanz, worauf Andera aus dem Lokal stürmt.
Darian Smalls, die frühere Jugendliebe von Tommy Rowland, ist unglücklich verheiratet und Mutter eines kleinen Mädchens. Darian und Tommy finden einander noch immer anziehend, nachdem Tommy einige halbherzige Versuche unternommen hat, von Darian endgültig loszukommen, nicht zuletzt, um seine eigene Beziehung nicht weiter aufs Spiel zu setzen. Da die Affäre in der gesamten Stadt bekannt wurde, kommt es zu einer Auseinandersetzung zwischen Tommy und Darians Mann, in deren Folge Tommy im Krankenhaus landet.

## Kritiken
Desson Howe bezeichnete den Film in der Washington Post vom 9. Februar 1996 als „ironisch“ und „berührend“. Er lobte das Drehbuch, die Regie sowie die Darstellungen von Timothy Hutton, Matt Dillon, Rosie O’Donnell, Michael Rapaport und Uma Thurman.
Das Lexikon des internationalen Films schrieb, der Film verfolge „originelle Ansätze“, die Charaktere seien jedoch nicht „schlüssig entwickelt“. Der Film sei „oberflächlich“, ihm fehle „innere Spannung“.

## Auszeichnungen
Scott Rosenberg gewann im Jahr 1996 einen Preis des San Sebastián International Film Festivals; Ted Demme wurde für den Golden Seashell des gleichen Festivals nominiert.

## Hintergrund
Die Dreharbeiten fanden in Minnesota und in New York City statt. Der Film spielte in den Kinos der USA ca. 20,8 Millionen US-Dollar ein.

## Soundtrack

### Trackliste
1. Roland Gift – That’s How Strong My Love Is 6:18
2. Afghan Whigs – Be for Real 4:16
3. Howlin’ Maggie – Easy to Be Stupid 4:51
4. Billy Paul – Me and Mrs. Jones 4:48
5. Satchel – Suffering 4:49
6. Chris Isaak – Graduation Day 3:10
7. Pete Droge & the Sinners – Beautiful Girl 4:34
8. Ween – I’ll Miss You 2:56
9. Afghan Whigs – Can’t Get Enough of Your Love, Babe 5:21
10. The Spinners – Could It Be I’m Falling in Love 4:31
11. Kiss – Beth 2:46
12. King Floyd – Groove Me 3:01
13. The Diamonds – The Stroll 2:31
14. Neil Diamond – Sweet Caroline 3:24

### Zusätzliche Tracks (nicht auf Soundtrack enthalten)
1. Greg Kihn Band – The Break Up Song (They Don’t Write Them Like That Any More)
2. Split Enz – I Got You
3. A Flock of Seagulls – I Ran
4. Billy Preston – Will It Go Round In Circles
5. Jethro Tull – Locomotive Breath
6. Bernie Wyte and his Orchestra – Never On Sunday
7. Lou Reed – Walk n the Wild Side
8. The Rolling Stones – Fool To Cry
9. Morphine – Honey White